# シェーン・ビーバー
シェーン・ロバート・ビーバー（Shane Robert Bieber, 1995年5月31日 - ）は、アメリカ合衆国カリフォルニア州オレンジ出身のプロ野球選手（投手）。右投右打。MLBのトロント・ブルージェイズ所属。愛称はノット・ジャスティン（NOT JUSTIN）（後述）。

## 経歴

### プロ入りとインディアンス / ガーディアンズ時代
2016年のMLBドラフト4巡目（全体122位）でクリーブランド・インディアンスから指名され、プロ入り。契約後、傘下のA-級マホーニングバレー・スクラッパーズに所属し、8試合（先発7試合）に登板して防御率0.38、21奪三振を記録した。
2017年はA級レイクカウンティ・キャプテンズ、A+級リンチバーグ・ヒルキャッツ、AA級アクロン・ラバーダックスに所属し、3球団合計で28試合に先発登板して10勝5敗、防御率2.86、162奪三振を記録した。
2018年は開幕をAA級アクロンで迎えた。5月3日にAAA級コロンバス・クリッパーズに昇格した。5月25日にはAAA級グウィネット・ストライパーズ（アトランタ・ブレーブス傘下）を相手に7回雨天コールドゲームながらノーヒットノーランを達成している。23歳の誕生日である5月31日、メジャー契約を結んでアクティブ・ロースター入りした。メジャーデビューとなった同日のミネソタ・ツインズ戦では先発し、5.2回を投げて4失点だった（勝敗付かず）。この試合後にAAA級コロンバスへ降格したが、再昇格した6月17日の同カードでメジャー初勝利を挙げると、そこから先発ローテーション入りして7月3日のカンザスシティ・ロイヤルズ戦まで4連勝した。その後もローテーションに定着し、20試合で11勝5敗、防御率4.55の成績で終えた。
2019年5月19日のボルチモア・オリオールズ戦で無四球15奪三振の完封勝利を記録したが、同じ記録ではMLB史上4番目に若い記録となった（ドワイト・グッデン、ケリー・ウッド、ビンス・ベラスケスに次ぐ）。前半で8勝3敗、防御率3.45と安定した成績を残し、オールスターに代替選出された。クリーブランドのプログレッシブ・フィールドで開催された試合で5回表に登板すると3者連続三振を奪い、MVPに選ばれた。本拠地球団の選手がMVPを受賞するのはサンディー・アロマー・ジュニア、ペドロ・マルティネスに次ぐ史上3人目となった。この年は214.1回を投げ15勝8敗、防御率3.28、259奪三振、リーグトップタイの3完投（2完封）を記録。サイ・ヤング賞の投票では4位に入るなど飛躍の年となった。
2020年はCOVID-19の影響で60試合の短縮シーズンとなる中、初の開幕投手を務めると、6回無失点14奪三振の快投で開幕戦におけるチームの最多奪三振記録をつくった。開幕から2試合で27奪三振を記録し、カール・スプーナーに並ぶMLB歴代タイ記録となった。8月には防御率1.63、53奪三振でピッチャー・オブ・ザ・マンスを初受賞した。9月11日のミネソタ・ツインズ戦で100奪三振に達し、62.1回での100奪三振到達は2018年のマックス・シャーザーを抜いてMLB史上最速記録となった。好調を維持し続け、最終成績は12先発で8勝1敗、防御率1.63、122奪三振を記録し、投手三冠に輝いた。しかしニューヨーク・ヤンキースとのワイルドカードシリーズ初戦では5回途中7失点で敗戦投手となり、2戦目も敗れてシーズンを終えた。オフにはサイ・ヤング賞を受賞し、オールMLBチームのファーストチーム先発投手の1人として初選出された。
2021年4月1日のタイガースとの開幕戦で2年連続2度目の開幕投手を務めた。MLB史上初となる開幕から4試合連続2桁奪三振を記録した（3試合の時点で史上6人目）。6月15日、右肩甲下筋の張りで自身初の故障者リストに登録された。粘着物質の使用禁止によりカーブとスライダーの回転数が著しく落ちていた。7月4日に選手間投票で通算2度目となるオールスターゲームに選出されたが、怪我で辞退している。3ヶ月以上を欠場し、シーズン終盤に2試合3イニングずつという制限付きで復帰した。
2022年は3年連続3度目、そして「ガーディアンズ」へと改称したチームにとって初となる開幕投手を務めた。オフの11月2日に自身初となるゴールドグラブ賞を受賞、また球団からアンドレス・ジメネス、スティーブン・クワン、マイルズ・ストローを含め4人が選出され、1シーズンのゴールドグラブ受賞者数としてガーディアンズ史上最多記録に名を連ねた。11月16日に、ア・リーグのサイ・ヤング賞投票結果が発表され第7位に選出された。
2023年は21試合に先発登板して3年ぶりの二桁となる13勝（8敗）、防御率3.80、107奪三振などを記録した。
2024年は2試合に先発登板して2勝無敗、防御率0.00、20奪三振を記録したが、開幕2登板目の登板を最後に故障者リスト入りしたため、以降は登板しなかった。
2025年、この年ガーディアンズではリハビリに費やしたため、メジャーでの登板機会は無かった。

### ブルージェイズ時代
2025年7月31日にカール・スティーブンとのトレードで、トロント・ブルージェイズに移籍した。

## 選手としての特徴
平均92.7mph（約149.2km/h）のフォーシームが投球の約6割を占め、それにスライダーとナックルカーブ、他にチェンジアップを交える。また、リリースまで球が体に隠れているようなフォームで投げることができるため、球速以上に打つことが難しい特徴がある。

## 人物

### NOT JUSTIN

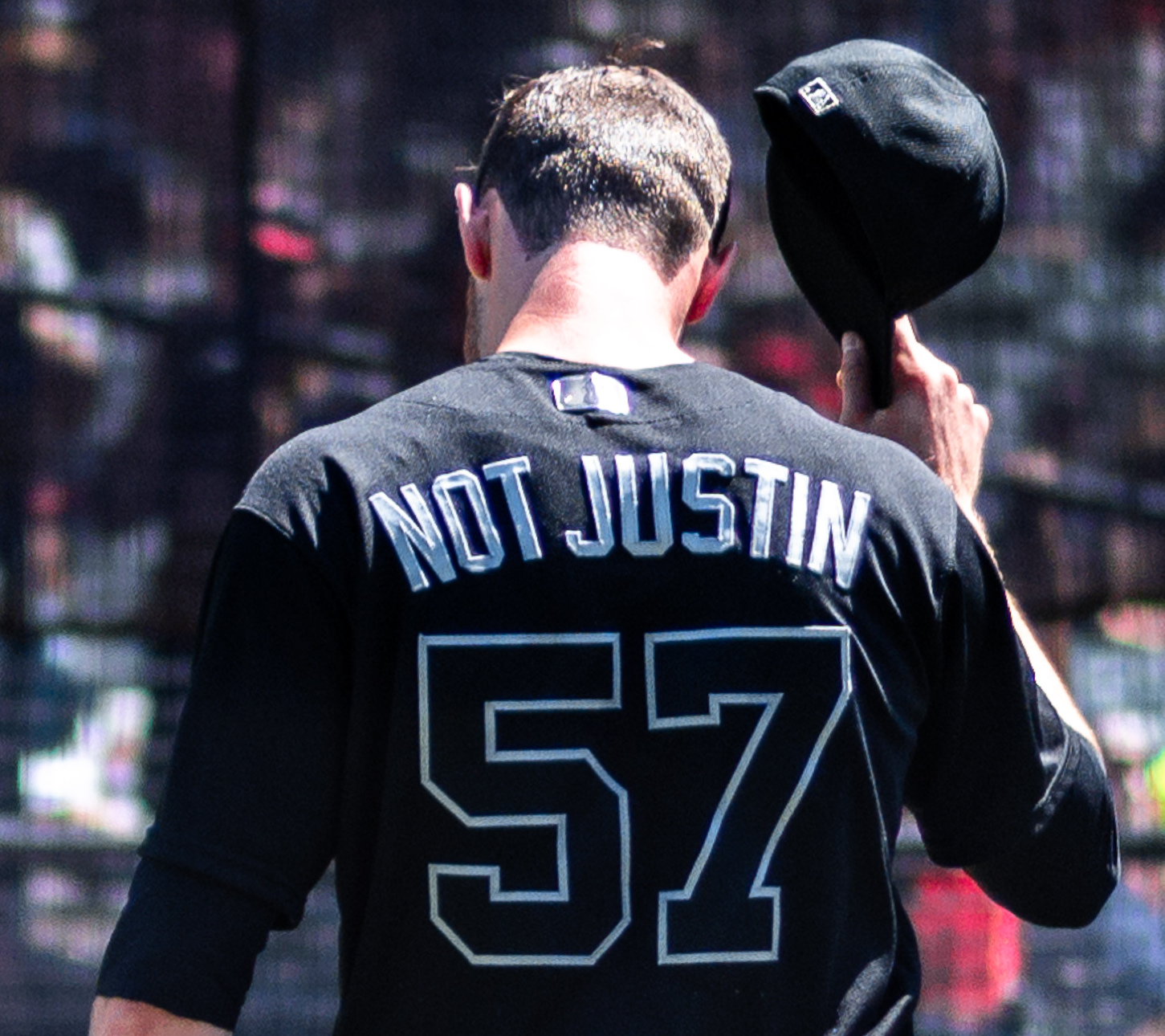
NOT JUSTINと書かれたユニフォームを着用するビーバー

2019年8月に自分の公式選手カードの名前が「ジャスティン」と誤記されている写真をツイッターに投稿すると、"本物の"ジャスティン・ビーバーが反応。「僕たちは特別な繋がりがあるみたいだね。」と返信した。さらに、カードの制作会社Topps社の公式アカウントもジャスティンの楽曲「ソーリー」の歌詞を引用し、「ごめんねっていうのはもう遅い?（Is it too late to say sorry?）」とユーモアたっぷりに謝罪をした。これを受けてプレイヤーズ・ウィークエンドでの愛称を「NOT JUSTIN（ジャスティンじゃない方）」に設定する自虐ネタを披露。これに対し、ジャスティンも自身のSNSに投稿した動画で「NOT SHANE BIEBER（シェーン・ビーバーじゃない方）」と記された特製のインディアンスのユニフォーム姿を着用する粋な計らいを見せた。

## 詳細情報

### 年度別投手成績
| 年 度    | 球 団    | 登 板 | 先 発 | 完 投 | 完 封 | 無 四 球 | 勝 利 | 敗 戦 | セ 丨 ブ | ホ 丨 ル ド | 勝 率 | 打 者 | 投 球 回 | 被 安 打 | 被 本 塁 打 | 与 四 球 | 敬 遠 | 与 死 球 | 奪 三 振 | 暴 投 | ボ 丨 ク | 失 点 | 自 責 点 | 防 御 率 | W H I P |
| -------- | -------- | ----- | ----- | ----- | ----- | -------- | ----- | ----- | -------- | ----------- | ----- | ----- | -------- | -------- | ----------- | -------- | ----- | -------- | -------- | ----- | -------- | ----- | -------- | -------- | ------- |
| 2018     | CLE      | 20    | 19    | 0     | 0     | 0        | 11    | 5     | 0        | 0           | .688  | 485   | 114.2    | 130      | 13          | 23       | 0     | 2        | 118      | 5     | 0        | 60    | 58       | 4.55     | 1.33    |
| 2019     | CLE      | 34    | 33    | 3     | 2     | 2        | 15    | 8     | 0        | 0           | .652  | 859   | 214.1    | 186      | 31          | 40       | 1     | 6        | 259      | 6     | 1        | 86    | 78       | 3.28     | 1.05    |
| 2020     | CLE      | 12    | 12    | 0     | 0     | 0        | 8     | 1     | 0        | 0           | .889  | 297   | 77.1     | 46       | 7           | 21       | 0     | 1        | 122      | 5     | 0        | 15    | 14       | 1.63     | 0.87    |
| 2021     | CLE      | 16    | 16    | 0     | 0     | 0        | 7     | 4     | 0        | 0           | .636  | 405   | 96.2     | 84       | 11          | 33       | 0     | 4        | 134      | 5     | 0        | 36    | 34       | 3.17     | 1.21    |
| 2022     | CLE      | 31    | 31    | 1     | 0     | 0        | 13    | 8     | 0        | 0           | .619  | 791   | 200.0    | 172      | 18          | 36       | 0     | 2        | 198      | 5     | 1        | 70    | 64       | 2.88     | 1.04    |
| 2023     | CLE      | 21    | 21    | 1     | 0     | 0        | 6     | 6     | 0        | 0           | .500  | 533   | 128.0    | 124      | 14          | 34       | 0     | 3        | 107      | 8     | 1        | 56    | 54       | 3.80     | 1.23    |
| 2024     | CLE      | 2     | 2     | 0     | 0     | 0        | 2     | 0     | 0        | 0           | 1.000 | 45    | 12.0     | 10       | 0           | 1        | 0     | 0        | 20       | 0     | 0        | 0     | 0        | 0.00     | 0.92    |
| MLB：7年 | MLB：7年 | 136   | 134   | 5     | 2     | 2        | 62    | 32    | 0        | 0           | .660  | 3415  | 843.0    | 752      | 94          | 188      | 1     | 18       | 958      | 34    | 3        | 323   | 302      | 3.22     | 1.12    |

- 2024年度シーズン終了時
- 各年度の太字はリーグ最高

### ポストシーズン投手成績
| 年 度     | 球 団     | シ リ ｜ ズ | 登 板 | 先 発 | 勝 利 | 敗 戦 | セ ｜ ブ | 打 者 | 投 球 回 | 被 安 打 | 被 本 塁 打 | 与 四 球 | 敬 遠 | 与 死 球 | 奪 三 振 | 暴 投 | ボ ｜ ク | 失 点 | 自 責 点 | 防 御 率 |
| --------- | --------- | ----------- | ----- | ----- | ----- | ----- | -------- | ----- | -------- | -------- | ----------- | -------- | ----- | -------- | -------- | ----- | -------- | ----- | -------- | -------- |
| 2020      | CLE       | ALWC        | 1     | 1     | 0     | 1     | 0        | 25    | 4.2      | 9        | 2           | 2        | 0     | 0        | 7        | 0     | 0        | 7     | 7        | 13.50    |
| 2022      | CLE       | ALWC        | 1     | 1     | 1     | 0     | 0        | 26    | 7.2      | 3        | 1           | 1        | 0     | 0        | 8        | 0     | 0        | 1     | 1        | 1.17     |
| 2022      | CLE       | ALDS        | 1     | 1     | 0     | 0     | 0        | 25    | 5.2      | 5        | 1           | 3        | 0     | 0        | 7        | 1     | 0        | 2     | 2        | 3.18     |
| 出場：2回 | 出場：2回 | 出場：2回   | 3     | 3     | 1     | 1     | 0        | 76    | 18.0     | 17       | 4           | 6        | 0     | 0        | 22       | 1     | 0        | 10    | 10       | 5.00     |

- 2024年度シーズン終了時

### 年度別守備成績
| 年 度 | 球 団 | 投手（P） | 投手（P） | 投手（P） | 投手（P） | 投手（P） | 投手（P） |
| 年 度 | 球 団 | 試 合     | 刺 殺     | 補 殺     | 失 策     | 併 殺     | 守 備 率  |
| ----- | ----- | --------- | --------- | --------- | --------- | --------- | --------- |
| 2018  | CLE   | 20        | 6         | 5         | 0         | 1         | 1.000     |
| 2019  | CLE   | 34        | 12        | 14        | 0         | 0         | 1.000     |
| 2020  | CLE   | 12        | 2         | 8         | 1         | 0         | .909      |
| 2021  | CLE   | 16        | 4         | 8         | 0         | 0         | 1.000     |
| 2022  | CLE   | 31        | 15        | 16        | 1         | 1         | .969      |
| 2023  | CLE   | 21        | 12        | 15        | 1         | 1         | .964      |
| 2024  | CLE   | 2         | 1         | 1         | 0         | 0         | 1.000     |
| MLB   | MLB   | 136       | 52        | 67        | 3         | 3         | .975      |

- 2024年度シーズン終了時
- 各年度の太字はリーグ最高
- 各年度の太字年はゴールドグラブ賞受賞

### タイトル
- 最多勝利：1回（2020年）
- 最優秀防御率：1回（2020年）
- 最多奪三振：1回（2020年）

### 表彰
- サイ・ヤング賞：1回（2020年）
- ゴールドグラブ賞（投手部門）：1回（2022年）
- MLBオールスターゲームMVP：1回（2019年）※本拠地球団の選手がMVPを受賞するのはサンディー・アロマー・ジュニア、ペドロ・マルティネスに次ぐ史上3人目[8]
- プレイヤーズ・チョイス・アワーズ 優秀投手：1回（2020年）
- ピッチャー・オブ・ザ・マンス：1回（2020年8月）
- オールMLBチーム[28]
  - ファーストチーム先発投手：1回（2020年）

### 記録
- 投手三冠：1回（2020年）
- シーズン奪三振率：14.2（2020年）※規定投球回以上での歴代最高記録（162試合制での2019年のゲリット・コールの13.8を上回る）
- MLBオールスターゲーム選出：2回（2019年、2021年）
- 開幕投手：5回（2020年 - 2024年）

### 背番号
- 57（2018年 - 2024年）